# Tumeur cutanée annexielle
 Mise en garde médicale
Les tumeurs cutanées annexielles sont un groupe de tumeurs cutanées de la Classification internationale des maladies oncologiques. Elles sont développées aux dépens des annexes cutanées : glandes sudoripares ou sébacées principalement.